# Sanhajas
Os Sanhajas ou, em português, Azenegues ou Sanajas (Sanhadjas) são um importante grupo de tribos berberes que desempenharam relevante papel na história no norte da África do século X em diante.

## História
Os sanhajas viveram no Magrebe Ocidental, Magrebe Central e Ifríquia, com alguns vivendo como sedentários e outros como nômades. Segundo as genealogias berberes, eram um das sete grandes tribos descendentes de Bernês, filho de Ber. Por outro lado, para genealogistas árabes como ibne Alcalbi, tinham uma genealogia iemenita comum com os cotamas e foram alegadamente enviados ao Magrebe por Ifrico, um dos reis do Iêmem. Toda sua história foi dominada pela oposição a outro grupo de tribos berberes, os zenetas, em particular os micnassas, magrauas e os ifrânidas. Segundo ibne Caldune, tinha aproximadamente 70 ramos, um dos mais importantes sendo os talcatas que ocuparam parte do Magrebe Central. O primeiro chefe talcata conhecido foi provavelmente Manade ibne Mancus, cujo filho Ziri foi o ancestral da dinastia zírida e o fundador de sua capital, Achir, em Titeti em 935.
Como partidários dos fatímidas, os talcatas adotaram o xiismo (mas depois voltaram ao sunismo) e o quando o califa Almuiz (r. 953–975) partiu para o Egito em 972, confiou o governo da Ifríquia aos zíridas. Como eram praticamente independentes, os zíridas governaram a Ifríquia e a porção oriental do Magrebe Central até 1105; com sua ruptura com os fatímidas do Cairo, os últimos provocaram a invasão dos árabes Banu Hilal na Ifríquia, que devastaram o país. Na mesma época, outro reino sanhaja surgiu no Magrebe Central sob o neto de Ziri, Hamade ibne Bologuine, após ele construir o Alcalá dos Banu Hamade e se separar de seus primos zíridas. Para se livrar dos saqueadores hilalianos, um dos sucessores de Hamade fundou Bugia em algum momento antes de 1068-1069. Contudo, gradualmente, os sanhajas do Magrebe Oriental (Ifríquia) foram capazes de dominar os hilalianos e outras tribos árabes.
No fim do século XI, um filho de Ziri ibne Manade, Zaui, foi ao Alandalus, onde, após entrar no serviço de Almançor (r. 978–1002), o regente do Califado de Córdova, fundou um Estado independente em Granada, mas esse ramo sanhaja abandona o Alandalus em 1025. Dentro do Saara, houve outro grande grupo nômade sanhaja, os lantunas, que deram origem aos almorávidas. Após conquistarem o Magrebe Ocidental, tomaram Tremecém, Orã e a região costeira de Argel em 1082. Eles confrontaram seus parentes hamádidas e então embarcaram à conquista do Alandalus. Os dois reinos sanhajas descendentes de Ziri ibne Manade e o Império Almorávida desapareceram por volta de meados do século XII, quando uma nova onda de berberes, os almóadas, conquistaram toda a Barbária até Túnis e o Alandalus. Uma fração dos almorávidas, os Banu Gania, mantiveram controle das ilhas Baleares no século XII, conseguiram conquistar Bugia em 1185, Argel, o Alcalá dos Banu Hamade e Gafsa, invadiram Jeride e alcançaram Trípoli e Túnis em 1203, mas foram derrotados pelos almóadas em 1224 e a dominação sanhaja na Barbária terminou.
Algumas tribos sanhajas viveram no Magrebe Ocidental, no Suz e Atlas, como os nômades lantas e gazulas e os sedentários hascuras. Outros grupos menos importantes viveram, e ainda vivem, nas planícies costeiras marroquinas do Atlântico como os xauias e os ducalas, e acima de tudo, no norte próximo ao Rife, como os Botuias e Banu Uriagul.